# Ferran Utzet
Ferran Utzet (Barcelona, 1977) és un director de teatre català.

## Obra
Ha dirigit les següents obres:
- 2011: La presa, de Conor McPherson, amb La Perla 29; a la Biblioteca de Catalunya
- 2014: Traduccions-Translations, de Brian Friel, amb La Perla 29; a la Biblioteca de Catalunya
- 2018: Sopa de pollastre amb ordi, d'Arnold Wesker, amb La Perla 29; a la Biblioteca de Catalunya